# Maichingen
Maichingen ist ein Stadtteil von Sindelfingen mit knapp 14.000 Einwohnern.

## Geographie
Maichingen liegt rund drei Kilometer nordwestlich von Sindelfingen.
Benachbarte Orte sind: Magstadt (nördlich), Schafhausen (westlich) – heute Stadtteil von Weil der Stadt, Döffingen (südwestlich) – heute Stadtteil von Grafenau und Darmsheim (südwestlich) – heute ebenfalls Stadtteil von Sindelfingen.

## Geschichte

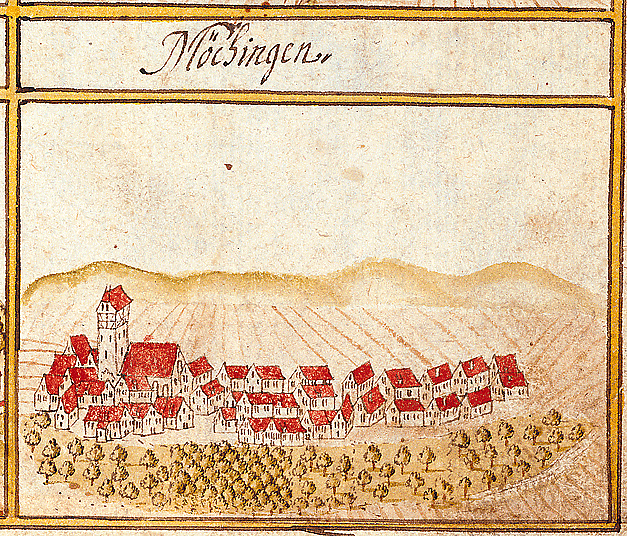
Maichingen 1681, Forstlagerbuch von Andreas Kieser

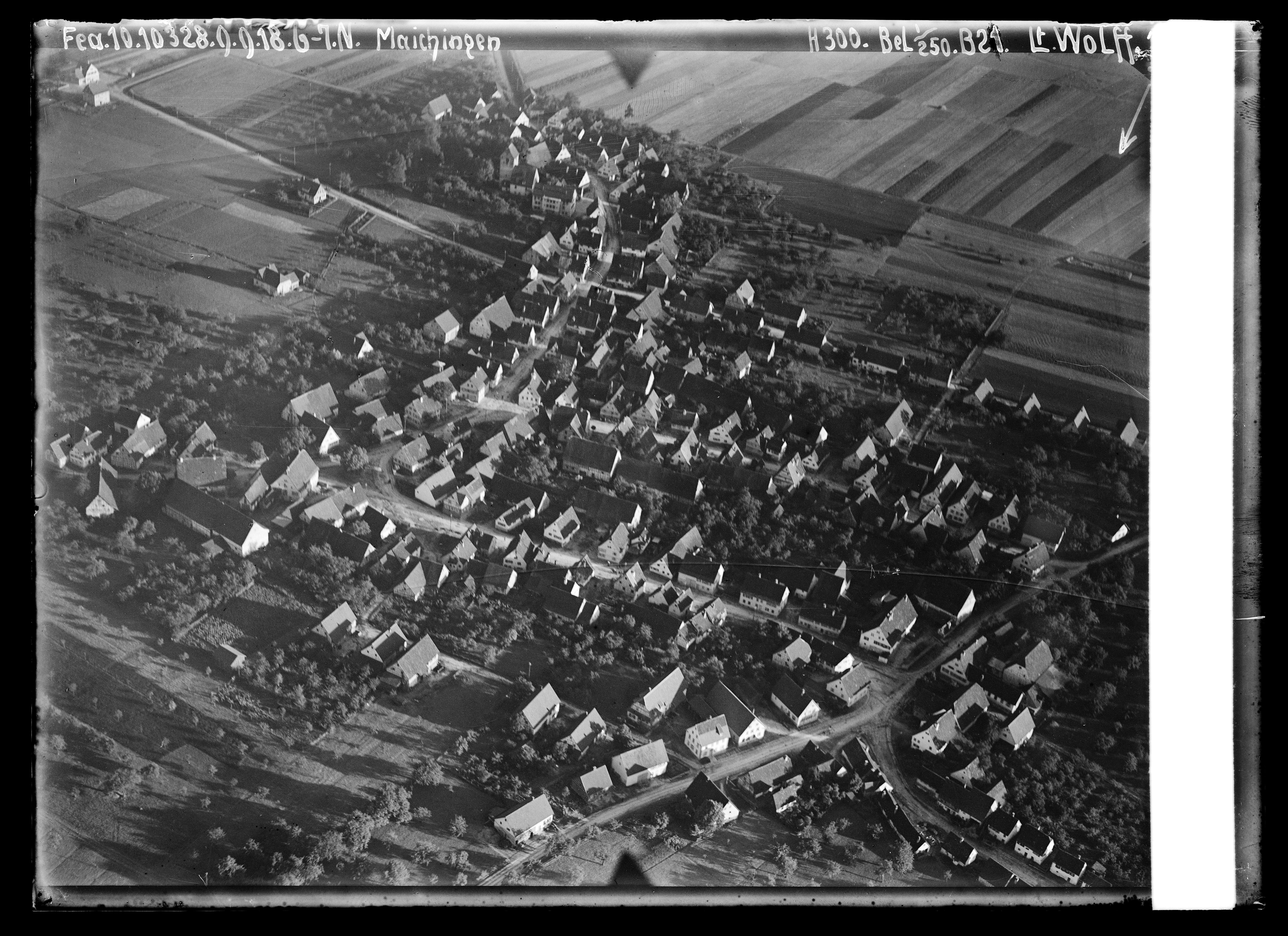
Luftbild von Maichingen, September 1918

Erste Siedlungsspuren auf dem Gebiet Maichingens datieren aus dem 4. Jahrtausend v. Chr., als eine jungsteinzeitliche Siedlung im Bereich des heutigen Wohngebiets „Sträuble-Propstei“ bestand. Rund 4000 Jahre jünger ist ein Römischer Gutshof im Bereich ebendieser steinzeitlichen Siedlung, der aus dem zweiten nachchristlichen Jahrhundert stammt.
Von alemannischer Siedlungstätigkeit zeugt ein auf das 6. Jahrhundert datiertes Reihengräberfeld im Bereich der alten Kirche.
Im Jahre 830 schenkte der Adlige Erlafried (siehe Grafen von Calw) dem Kloster Hirsau Güter im Gebiet des späteren Maichingen.
Die urkundliche Ersterwähnung des Ortes stammt von 1075. In einer Urkunde bestätigt König Heinrich IV. dem Kloster Hirsau unter anderem auch den Güterbesitz in Maichingen, das damals den Namen Mouchingen trug. Maichingen wechselte danach mehrfach den Besitzer und gehörte zeitweise dem Kloster Hirsau, den Pfalzgrafen von Tübingen, den Herren von Maichingen und denen von Rohr.
Im Laufe der zweiten Hälfte des 14. Jahrhunderts erwarb das Haus Württemberg den Ort. Maichingen wurde dem Oberamt Böblingen zugeordnet.
Im Jahre 1850 hatte Maichingen 1129 evangelische und einen katholischen Einwohner, die in 147 Haupt- und 127 Nebengebäuden lebten und arbeiteten.

### Jüngere Geschichte
Am 1. Dezember 1971 wurde Maichingen nach Sindelfingen eingemeindet. Fünf Jahre später erfolgte die Fertigstellung des Gartenhallenbades. 1981 wurde das Bürgerhaus fertiggestellt.
2025 begeht Maichingen sein 950-jähriges Jubiläum mit einem Jubiläumsjahr.

## Politik

### Ortschaftsrat
Der Ortschaftsrat von Maichingen hat 17 Mitglieder. Vorsitzender des Ortschaftsrats ist der Ortsvorsteher. Die Ortschaftsräte sind zu wichtigen, die Ortschaft betreffenden Angelegenheiten, zu hören.
| Parteien und Wählergemeinschaften | Parteien und Wählergemeinschaften           | % 2024  | Sitze 2024 | % 2019  | Sitze 2019 | Kommunalwahl 2024 %403020100 35,47 %25,06 %17,47 %13,91 %8,09 % CDUFWGrüneSPDFDPGewinne und Verlusteim Vergleich zu 2019 %p 10 8 6 4 2 0 −2 −4 −6 −8−10+0,28 %p−2,63 %p−8,25 %p+2,50 %p+8,09 %pCDUFWGrüneSPDFDP |
| CDU                               | Christlich Demokratische Union Deutschlands | 35,47   | 6          | 35,19   | 7          | Kommunalwahl 2024 %403020100 35,47 %25,06 %17,47 %13,91 %8,09 % CDUFWGrüneSPDFDPGewinne und Verlusteim Vergleich zu 2019 %p 10 8 6 4 2 0 −2 −4 −6 −8−10+0,28 %p−2,63 %p−8,25 %p+2,50 %p+8,09 %pCDUFWGrüneSPDFDP |
| FWS                               | Freie Wähler Sindelfingen                   | 25,06   | 5          | 27,69   | 5          | Kommunalwahl 2024 %403020100 35,47 %25,06 %17,47 %13,91 %8,09 % CDUFWGrüneSPDFDPGewinne und Verlusteim Vergleich zu 2019 %p 10 8 6 4 2 0 −2 −4 −6 −8−10+0,28 %p−2,63 %p−8,25 %p+2,50 %p+8,09 %pCDUFWGrüneSPDFDP |
| GRÜNE                             | Bündnis 90/Die Grünen                       | 17,47   | 3          | 25,72   | 3          | Kommunalwahl 2024 %403020100 35,47 %25,06 %17,47 %13,91 %8,09 % CDUFWGrüneSPDFDPGewinne und Verlusteim Vergleich zu 2019 %p 10 8 6 4 2 0 −2 −4 −6 −8−10+0,28 %p−2,63 %p−8,25 %p+2,50 %p+8,09 %pCDUFWGrüneSPDFDP |
| SPD                               | Sozialdemokratische Partei Deutschlands     | 13,91   | 2          | 11,41   | 2          | Kommunalwahl 2024 %403020100 35,47 %25,06 %17,47 %13,91 %8,09 % CDUFWGrüneSPDFDPGewinne und Verlusteim Vergleich zu 2019 %p 10 8 6 4 2 0 −2 −4 −6 −8−10+0,28 %p−2,63 %p−8,25 %p+2,50 %p+8,09 %pCDUFWGrüneSPDFDP |
| FDP                               | Freie Demokratische Partei                  | 8,09    | 1          | 0,0     | 0          | Kommunalwahl 2024 %403020100 35,47 %25,06 %17,47 %13,91 %8,09 % CDUFWGrüneSPDFDPGewinne und Verlusteim Vergleich zu 2019 %p 10 8 6 4 2 0 −2 −4 −6 −8−10+0,28 %p−2,63 %p−8,25 %p+2,50 %p+8,09 %pCDUFWGrüneSPDFDP |
| gesamt                            | gesamt                                      | 100,0   | 17         | 100,0   | 17         | Kommunalwahl 2024 %403020100 35,47 %25,06 %17,47 %13,91 %8,09 % CDUFWGrüneSPDFDPGewinne und Verlusteim Vergleich zu 2019 %p 10 8 6 4 2 0 −2 −4 −6 −8−10+0,28 %p−2,63 %p−8,25 %p+2,50 %p+8,09 %pCDUFWGrüneSPDFDP |
| Wahlbeteiligung                   | Wahlbeteiligung                             | 56,91 % | 56,91 %    | 56,17 % | 56,17 %    | Kommunalwahl 2024 %403020100 35,47 %25,06 %17,47 %13,91 %8,09 % CDUFWGrüneSPDFDPGewinne und Verlusteim Vergleich zu 2019 %p 10 8 6 4 2 0 −2 −4 −6 −8−10+0,28 %p−2,63 %p−8,25 %p+2,50 %p+8,09 %pCDUFWGrüneSPDFDP |

## Kultur und Sehenswürdigkeiten

### Bauwerke und Kulturdenkmale

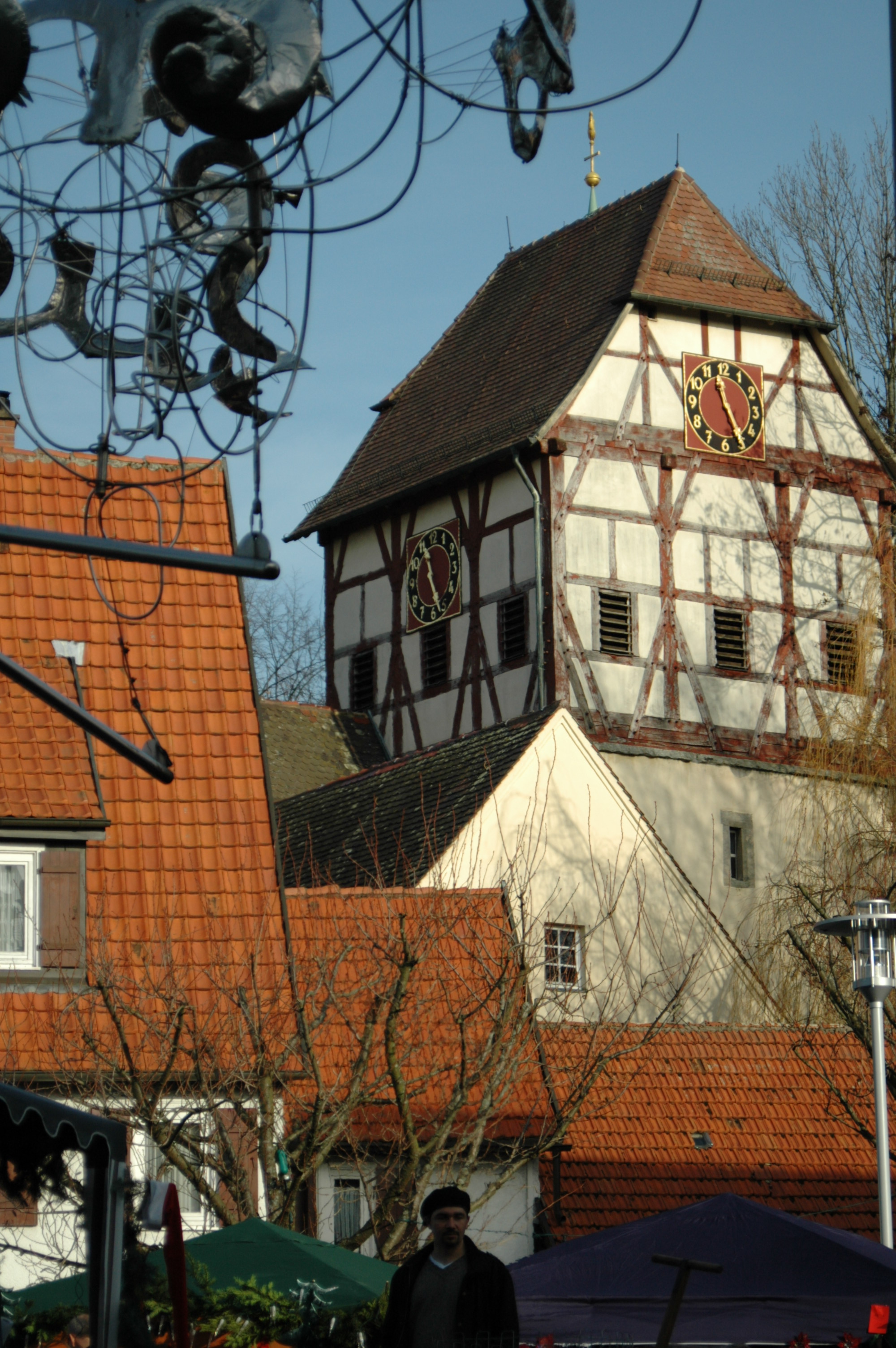
Laurentiuskirchturm

- Laurentiuskirche (evangelisch), errichtet zum ersten Mal um das Jahr 1000.[5][6]
- Altes Rathaus, erbaut um 1540 und 1774 wurde der kleine Turm aufgesetzt. Als Rathaus wurde es genutzt bis zur Eingemeindung, dann noch als Bezirksamt bis 1981. Von 1983 bis 1985 wurde es saniert. Heute wird es vom Deutschen Kinderschutzbund als Kinder- und Familienzentrum genutzt.[7]
- Sankt-Anna-Kirche, errichtet 1954/55 als Gotteshaus für die nach dem Zweiten Weltkrieg zugezogenen Heimatvertriebenen.[8][9]

### Naturdenkmäler

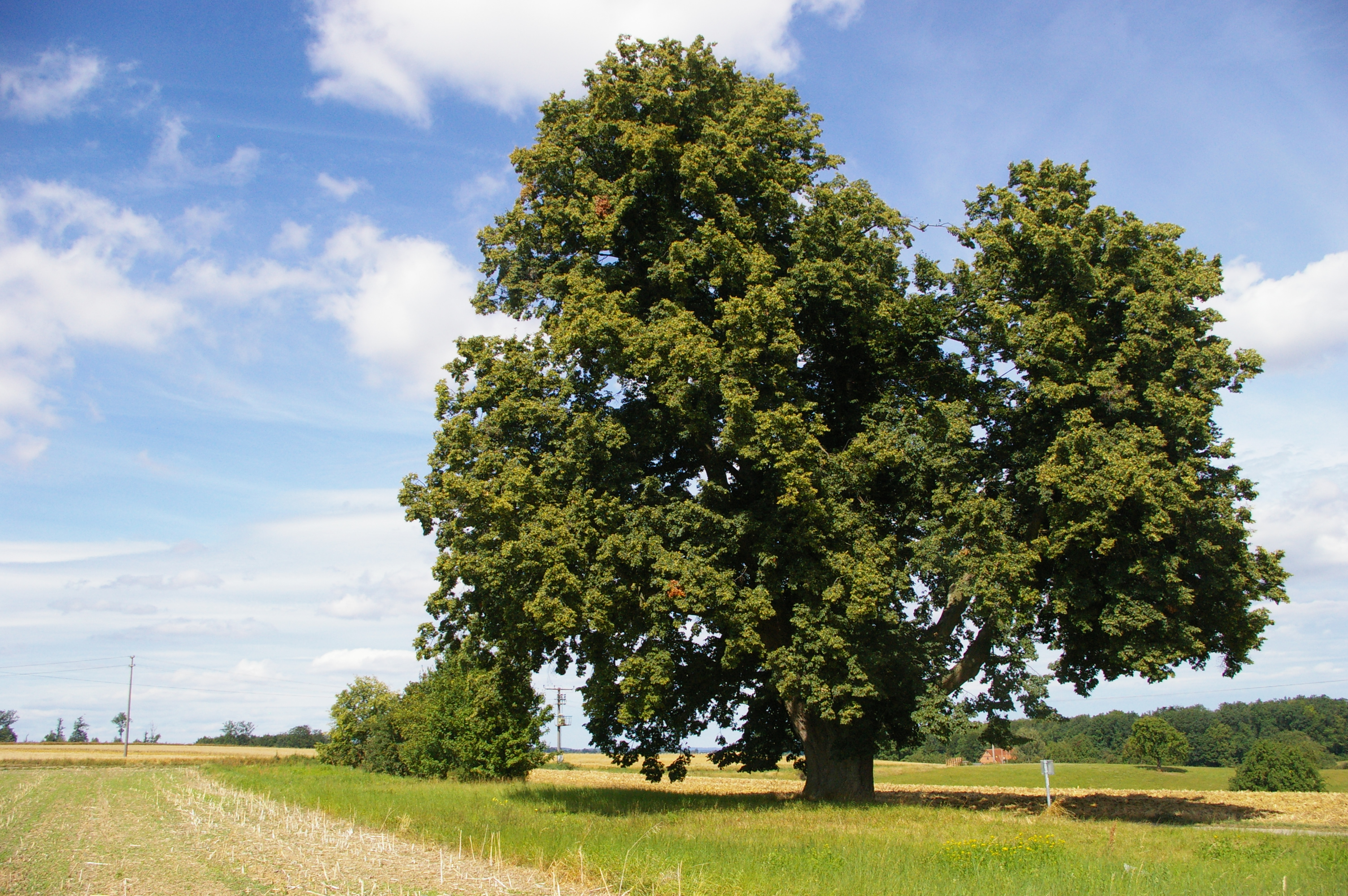
Hoher Baum im Sommer 2008

- Hoher Baum: eine 22 m hohe Winter-Linde mit einem Stammumfang von 5,17 m und einem Durchmesser von 1,65 m (Stand 1999), die um 1600 gepflanzt wurde (Geographische Koordinaten: 48° 43′ 47″ N, 8° 56′ 42″ O)

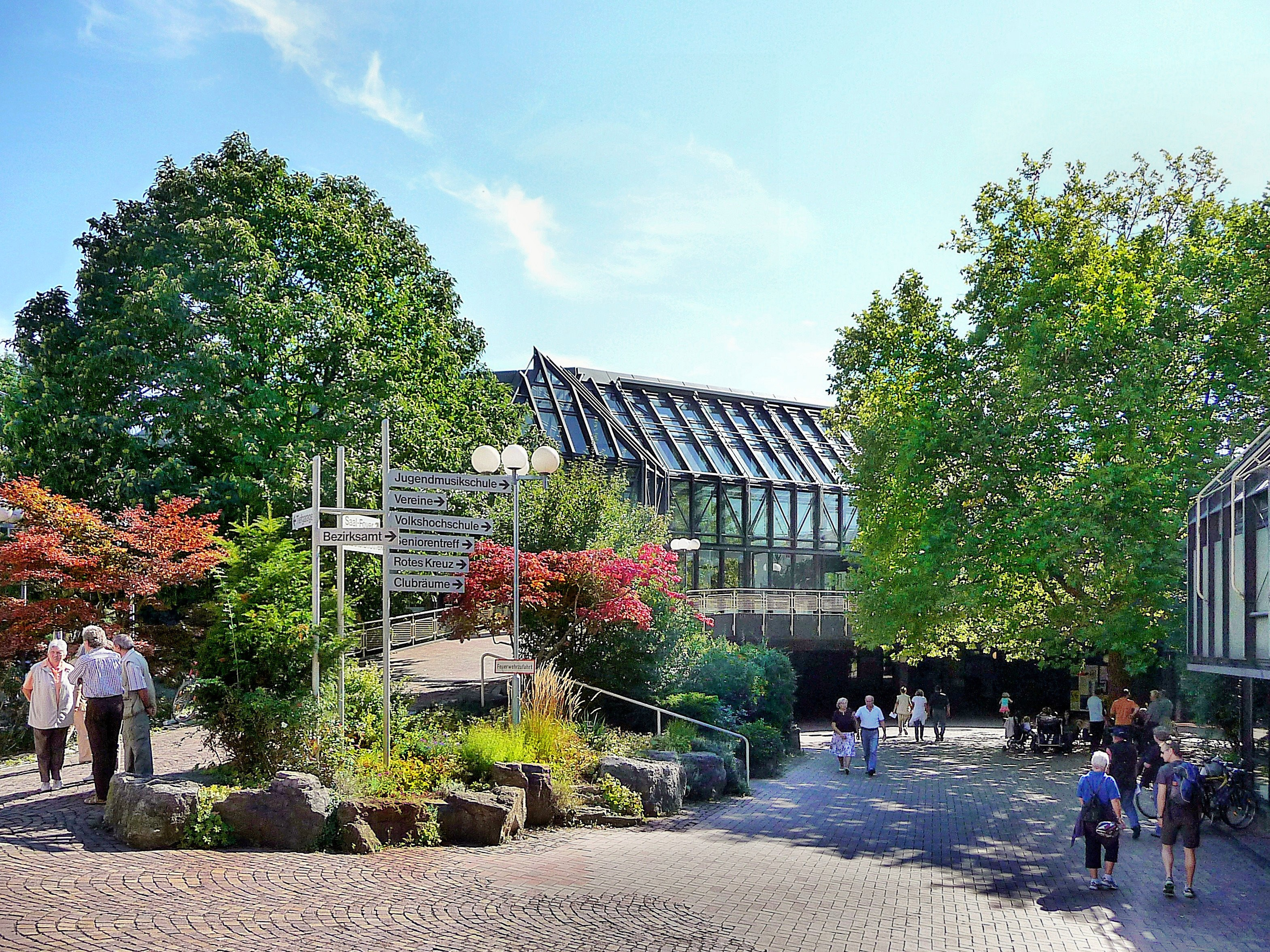
Bürgerhaus Maichingen am Sonntag
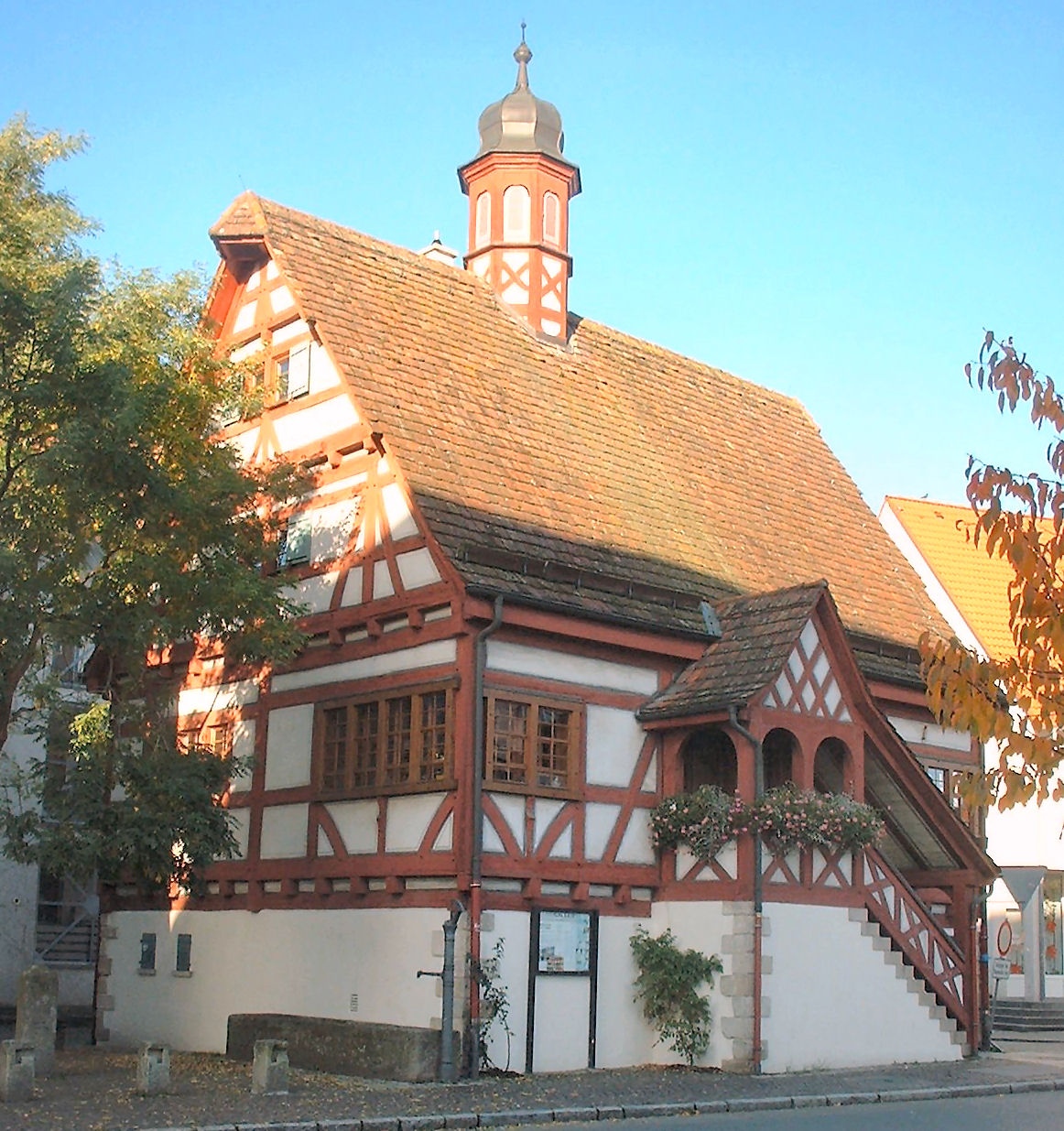
Altes Rathaus, erbaut um 1540
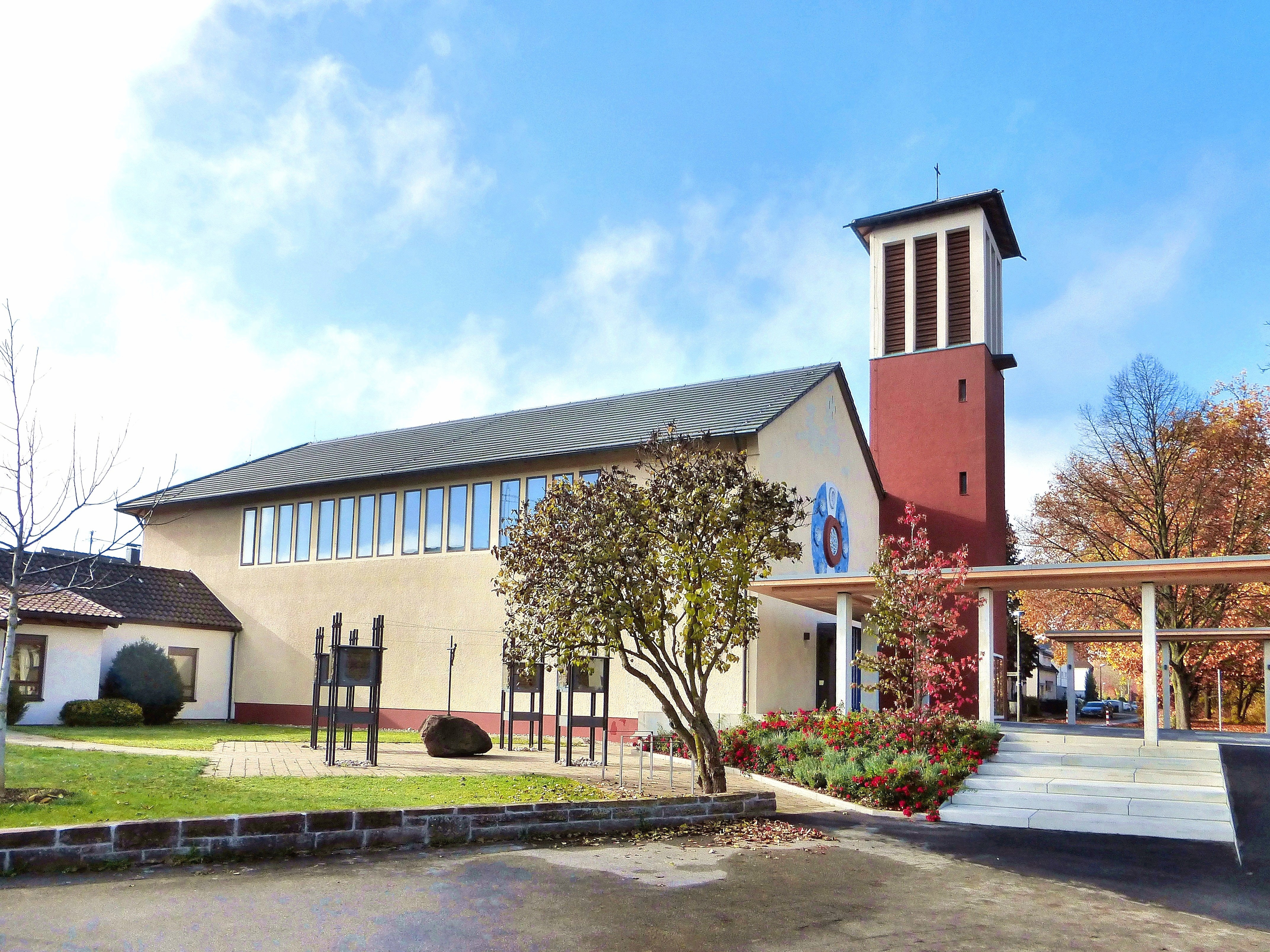
Kirche St. Anna mit Arkaden
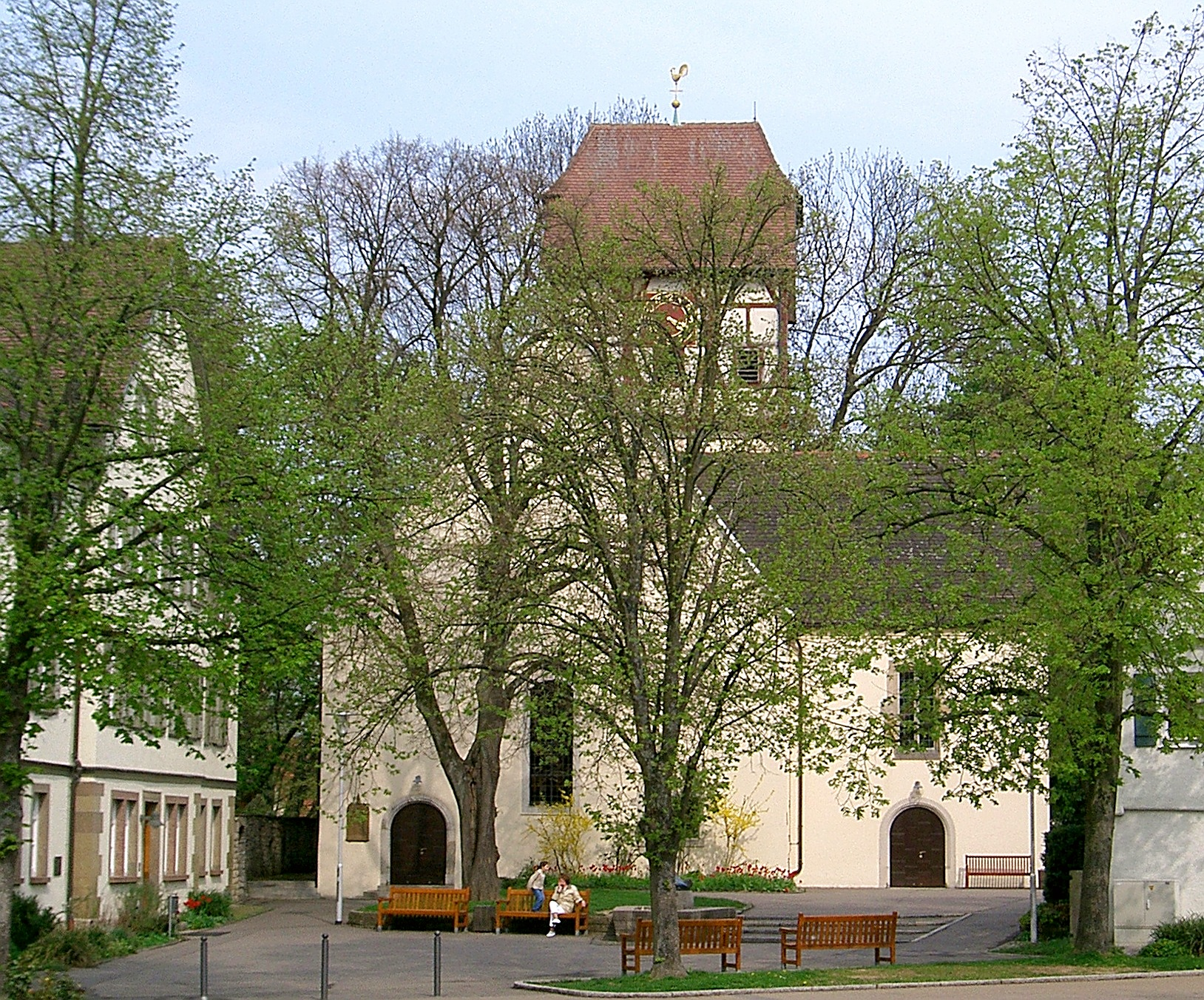
Evangelische Laurentiuskirche und Alte Schule
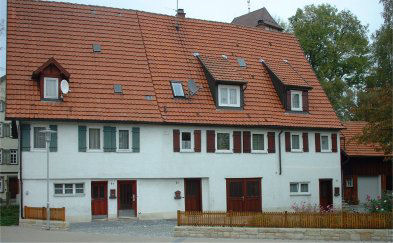
Widumhof, erbaut 1720
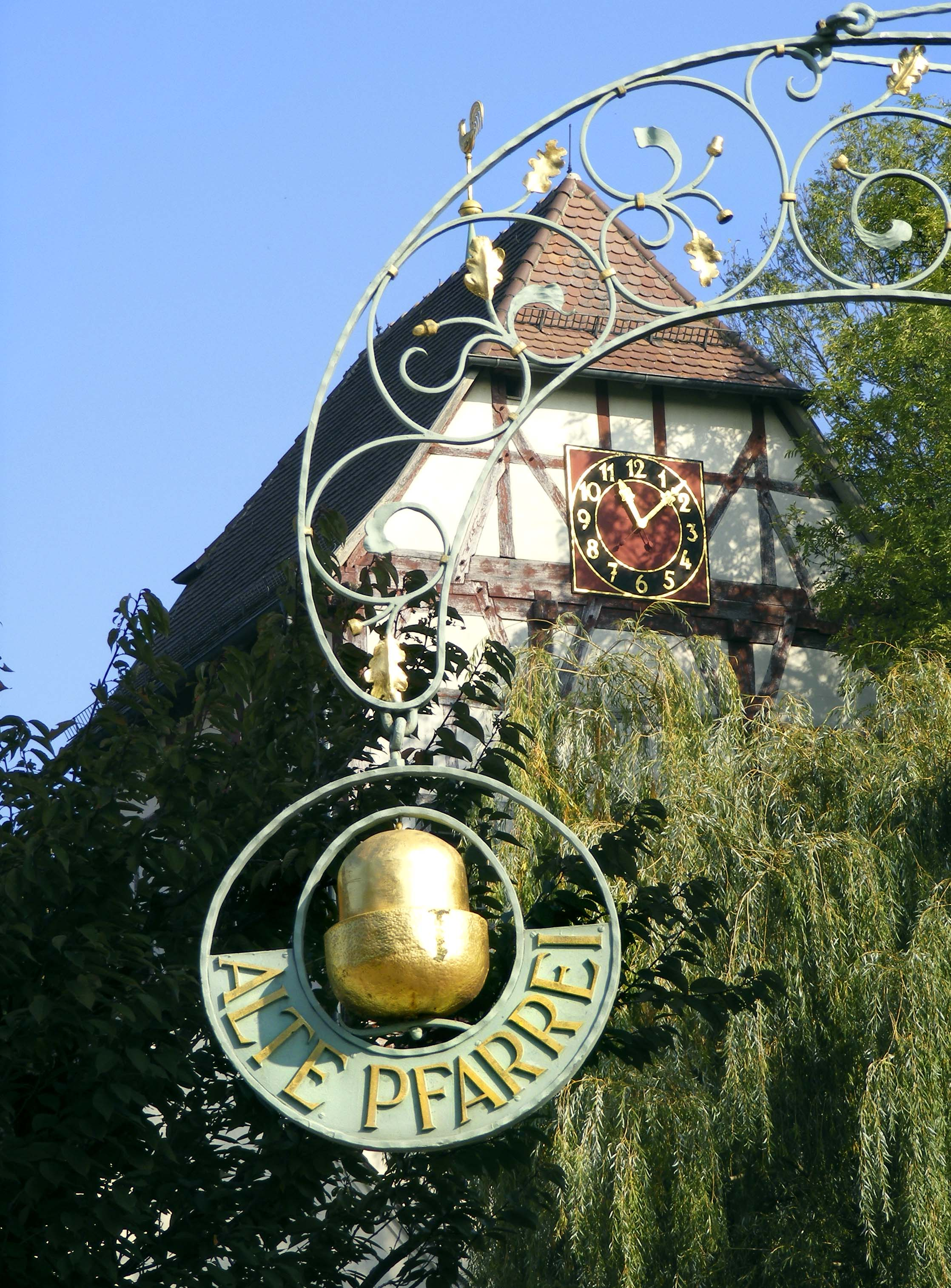
Alte Pfarrei in Maichingen
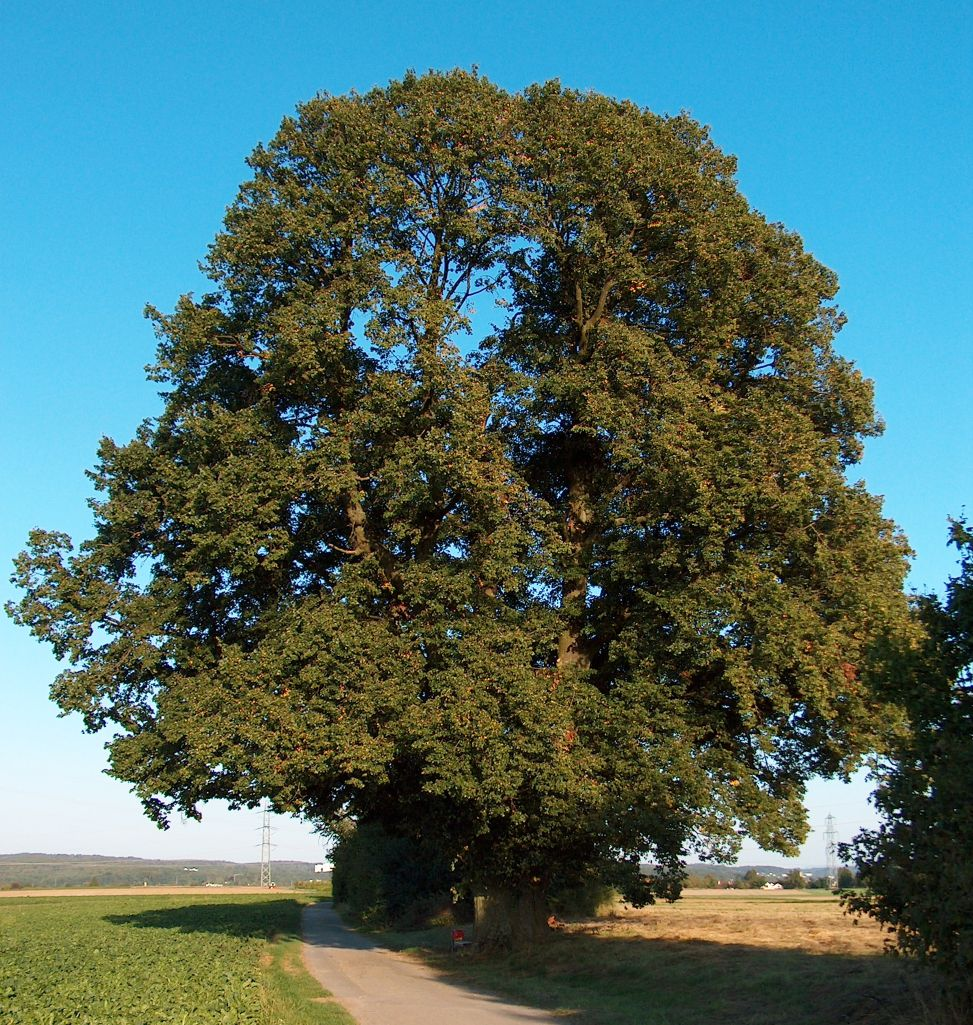
Hoher Baum
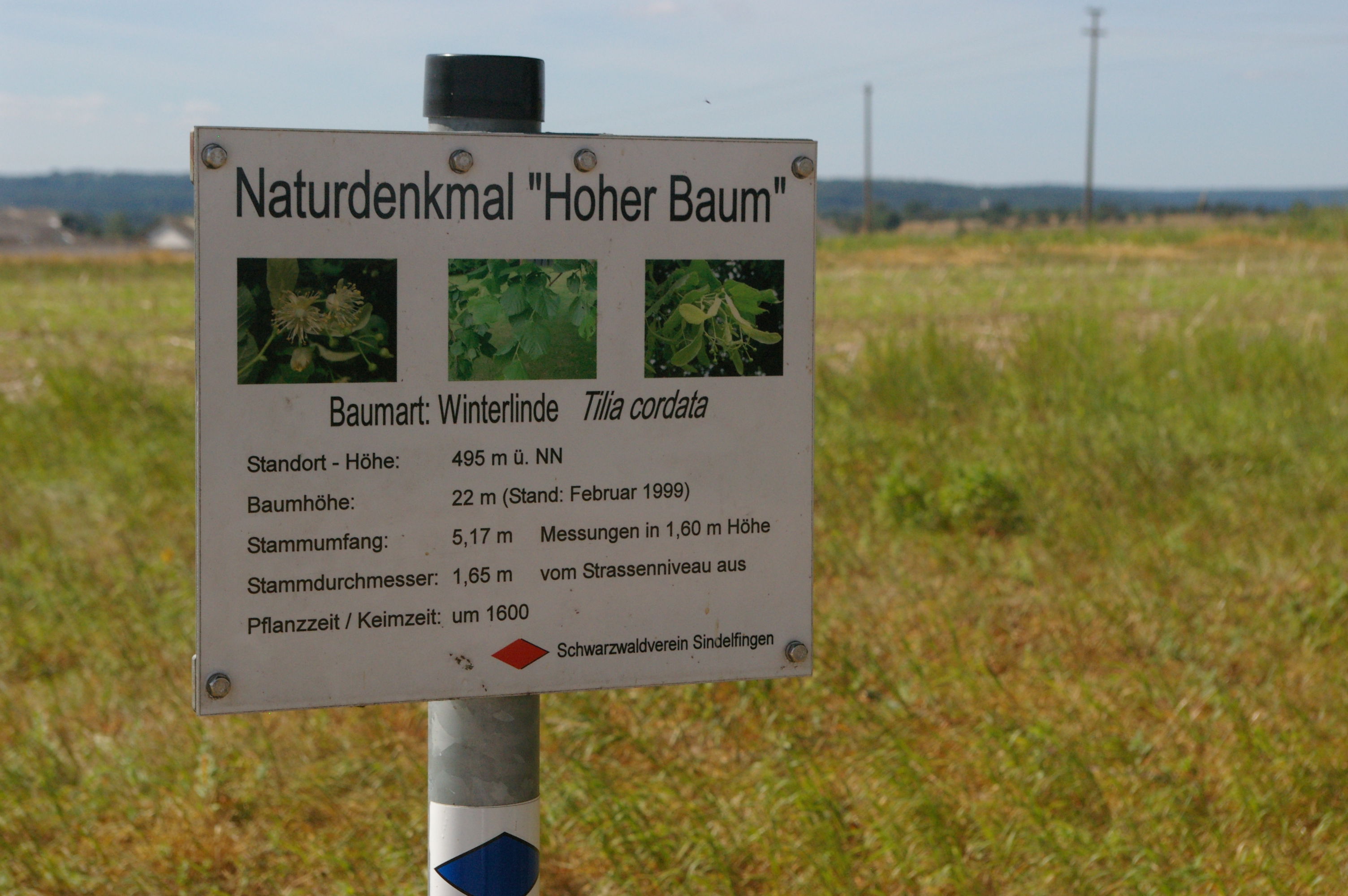
Schautafel Hoher Baum

### Vereine
Bedeutende Vereine in Maichingen:
- Bürgerverein Landhaussiedlung Maichingen e. V. (Förderung gemeinsamer Interessen, Pflege des Gemeinschaftslebens, Unterstützung lokaler sozialer Projekte in Maichingen)[10]
- Förderverein Gartenhallenbad Maichingen e. V.[11] (Betreibt seit 1995 das Gartenhallenbad Maichingen)
- GSV Maichingen (Gesang- und Sportverein Maichingen)
- LandFrauenverein Maichingen (Ziele: Gemeinschaft, Bildungsarbeit und gesunde Lebensweise, Engagement lokal vor Ort)[12]
- Musikkapelle Maichingen e. V.[13]
- AK Asyl Sindelfingen, Gruppe Maichingen

### Regelmäßige Veranstaltungen
In Maichingen gibt es zahlreiche regelmäßige Veranstaltungen. Besonders hervorzuheben sind:
- Maichinger Kulturschlachtplatte (Januar): Musik und Theater verbunden mit deftig-schwäbischen Gerichten.[15]
- Kinderfasching (Februar/März): Faschingsveranstaltung für Kinder.[16]
- Kinderfest mit großem Festumzug unter Beteiligung aller Kindertagesstätten und Schulen, Straßenfest der Vereine (Juli, jeweils alle 3 Jahre).
- Sichelhenke (September): Traditionelles Fest zum Abschluss der Ernte.[17]
- Rosstag (September, alle zwei Jahre): Festumzug historischer Fahr- und Fuhrwerke, zur Erinnerung an die ländliche und landwirtschaftliche Tradition.
- Weihnachtsmarkt (Dezember, samstags vor dem dritten Advent): Mit Ständen ausschließlich von lokalen Vereinen oder Privatpersonen mit selbst gebastelten und kunsthandwerklichen Artikeln bestückt.
- Adventsfenster in Maichingen und Lebendiger Adventskalender in Landhaussiedlung und Hinterweil (1. bis 23. Dezember): Gemeinsames singen und Geschichten oder Gedichte hören, anschließend gemeinsames Beisammenstehen mit Punsch und Plätzchen.[18]

## Wirtschaft und Infrastruktur

### Unternehmen
Bedeutende Unternehmen in Maichingen:
- Karcoma-Armaturen GmbH (Kraftfahrzeugarmaturen)[19]
- Helmut Fischer GmbH, Institut für Elektronik und Messtechnik.[20]
- Körner Druck,[21] Rollenoffset-Druckerei (nach mehreren Verkäufen insolvent[22]).
- Schnorr GmbH, Tellerfedernfabrik[23] Nach diesem wurde die Schnorrscheibe benannt.
- Gottlob Stahl Wäschereimaschinenbau GmbH[24]
- Der Kleinmotoren- und Motorgerätehersteller Solo hat in Maichingen seinen Sitz.

### Bildung

#### Schulen
In Maichingen gibt es eine Grund- und Gemeinschaftsschule, die Johannes-Widmann-Schule und die privat betriebene Kolping-Realschule. Unmittelbar südöstlich von Maichingen, schon auf Sindelfinger Gemarkung, befindet sich das Gymnasium Unterrieden.

#### Kindertagesstätten
Städtische Kindertagesstätten: Allmendäcker, Kleines Zelgle
Freie Träger: Kath. Kinderhaus St. Martin, Ev. Kindergarten Stephanus, „Altes Schulhaus“, Laurentius, Jakobus (Landhaussiedlung)

### Verkehr

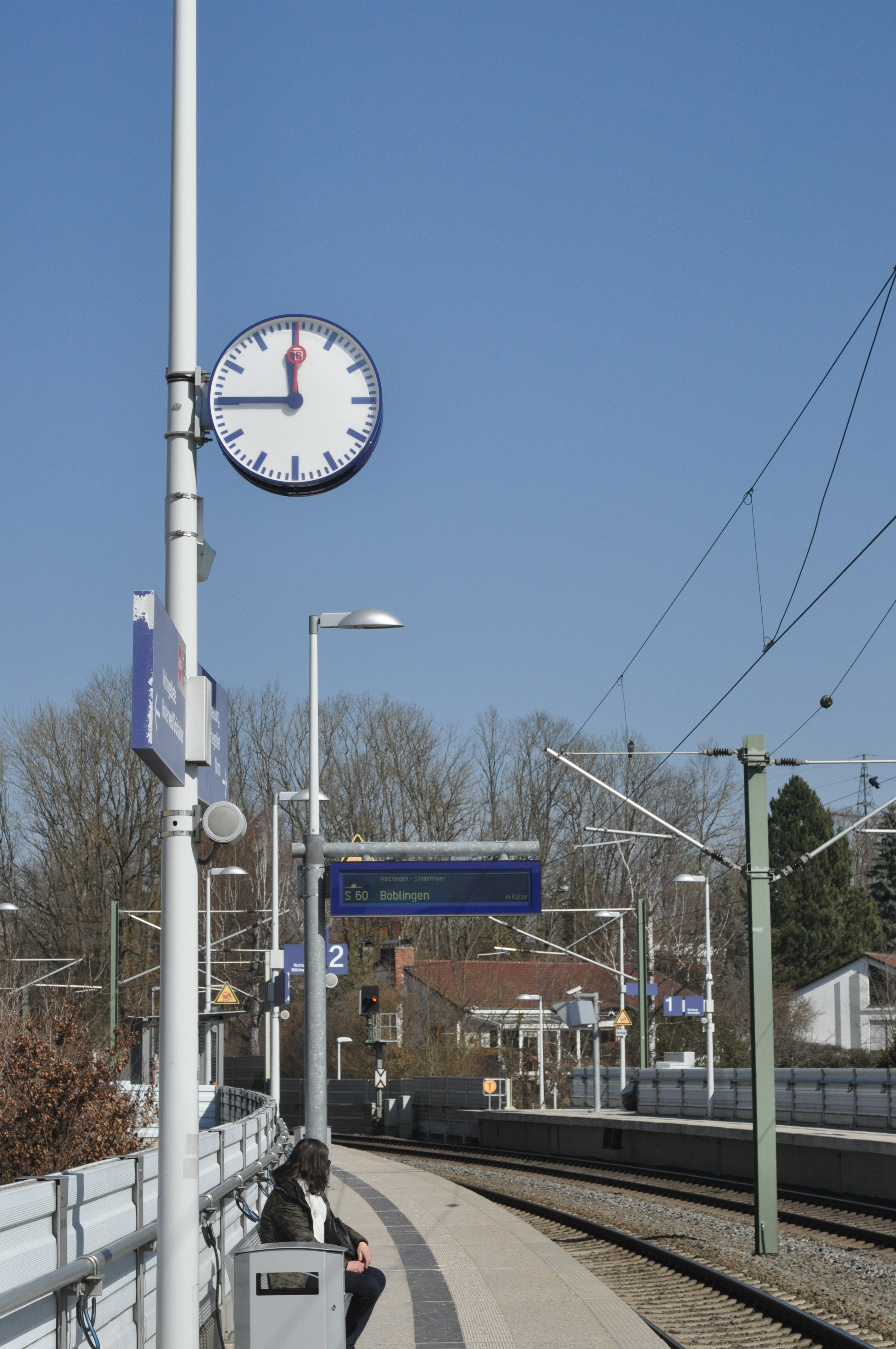
Haltepunkt Maichingen Nord

Entlang der L1185, der Straße nach Sindelfingen existiert seit Mitte der 1960er Jahre ein kombinierter Rad- und Fußweg, welcher mit einem Grünstreifen von dieser abgetrennt ist.
Die als Kraftfahrstraße ausgebaute Bundesstraße 464 führt westlich des Orts in nord-südlicher Richtung über Maichinger Gemarkung. Es besteht eine Anschlussstelle zur Kreisstraße 1064. Die Nachbarorte Stuttgart, Sindelfingen, Grafenau und Magstadt sind über Gemeinde-, Landes- oder Kreisstraßen erreichbar.
Maichingen wird durch eine Reihe von Buslinien des Verkehrs- und Tarifverbundes Stuttgart erschlossen. Mit den Linien 704 und 715 besteht eine direkte Verbindung zum Busbahnhof Sindelfingen. Weiterhin bestehen Verbindungen mit der Linie 745 nach Magstadt, mit der Linie 748 zur Station Stuttgart Universität (S1, S2, S3) und mit der Linie 749 nach Ostelsheim. Darüber hinaus verkehren in Maichingen noch die Buslinien 718, 722 und N73. Durch Maichingen verläuft die Rankbachbahn Böblingen–Renningen, die 2010 als S60 für den Personenverkehr reaktiviert wurde. Dafür wurden zwei neue Haltepunkte – Maichingen und Maichingen Nord – gebaut. Am 14. Juni 2010 wurde der S-Bahn-Betrieb zwischen Böblingen und Maichingen aufgenommen. Die Fahrpläne der Buslinien 704, 715, 745, 748 und 749 sind auf den Fahrplan der S-Bahn abgestimmt. Der Haltepunkt Maichingen Nord ging mit Fertigstellung der Gesamtbaumaßnahmen der S60 zum Winterfahrplan 2012/2013 am 9. Dezember 2012 in Betrieb.

## Söhne und Töchter des Ortes
- Johannes Widmann (* um 1444 in Maichingen; † 31. Dezember 1524 in Pforzheim).
 Leibarzt des Herzogs Eberhard im Bart und des Herzogs Ulrich von Württemberg. Er wirkte als Arzt und Universitätsdozent in Basel und als Professor und Dekan an der medizinischen Fakultät in Tübingen.
- Adolf Widmann (* 7. Mai 1818 in Maichingen; † 26. Mai 1878 in Berlin), Schriftsteller und politischer Publizist
- Carl Eytel (* 12. September 1862 in Maichingen; † 17. September 1925 in Palm Springs, Kalifornien), Sohn des Maichinger Pfarrers Friedrich Hermann Eytel, 1885 nach Amerika ausgewandert, im Südwesten der USA gut bekannt als „Maler der Wüste“.
- Gottlob Baumgärtner (* 21. November 1871 in Maichingen; † 23. Juli 1926 in Stuttgart), württembergischer Landtagsabgeordneter
- Karl Klauß (* 17. Dezember 1888 in Maichingen; † 1956 in Stuttgart), Schriftentwerfer, Grafiker und Buchgestalter
- Florian Hassler (* 1. September 1977 in Maichingen), Politiker (Bündnis 90/Die Grünen)
- Leo Schmid (* 4. August 2004 in Maichingen), Basketballspieler (SV Möhringen, Walter Tigers Tübingen)

## Persönlichkeiten, die in diesem Ort gewirkt haben
- Gottlieb Friedrich Wagner (* 3. November 1774 in Reusten im Ammertal; † 1839 in Maichingen), Schulmeister in Maichingen (1796–1831), Mundartdichter, erster frei gewählter Schultheiß in Maichingen (1818–1839)
- Johann Ulrich Erhard (ca. 1749–1718), Lyriker und Gymnasiallehrer, Pfarrer im Ort
- Béla Barényi (1907–1997), Konstrukteur und Mitbegründer der passiven Sicherheit im Automobilbau.
- Erwin Lamparter (1923–1998), deutscher Politiker, von 1946 bis 1971 Bürgermeister von Maichingen.
- Hans Herrmann, (* 23. Februar 1928 in Stuttgart), ehemaliger deutscher Automobilrennfahrer, wohnt seit 1960 in Maichingen.[30]
- Roland Emmerich (* 10. November 1955 in Stuttgart-Obertürkheim), deutscher Filmproduzent, Regisseur und Drehbuchautor. Aufgewachsen in Maichingen. Der Abschlussfilm seines Studiums an der Hochschule für Fernsehen und Film München, Das Arche-Noah-Prinzip, wurde zum großen Teil in einer alten Fabrikhalle in Maichingen gedreht.
- Michael Klauß (* 20. April 1987 in Sindelfingen), deutscher Fußballspieler. Aufgewachsen in Maichingen.
- Lukas Kiefer (* 25. April 1993 in Böblingen), deutscher Fußballspieler, gestartet beim GSV Maichingen, dann Wechsel zum VfB Stuttgart.
- Timo Baumgartl (* 1996), deutscher Fußballspieler, gestartet beim GSV Maichingen.